# Liên hoan Shakespeare tại Gdańsk

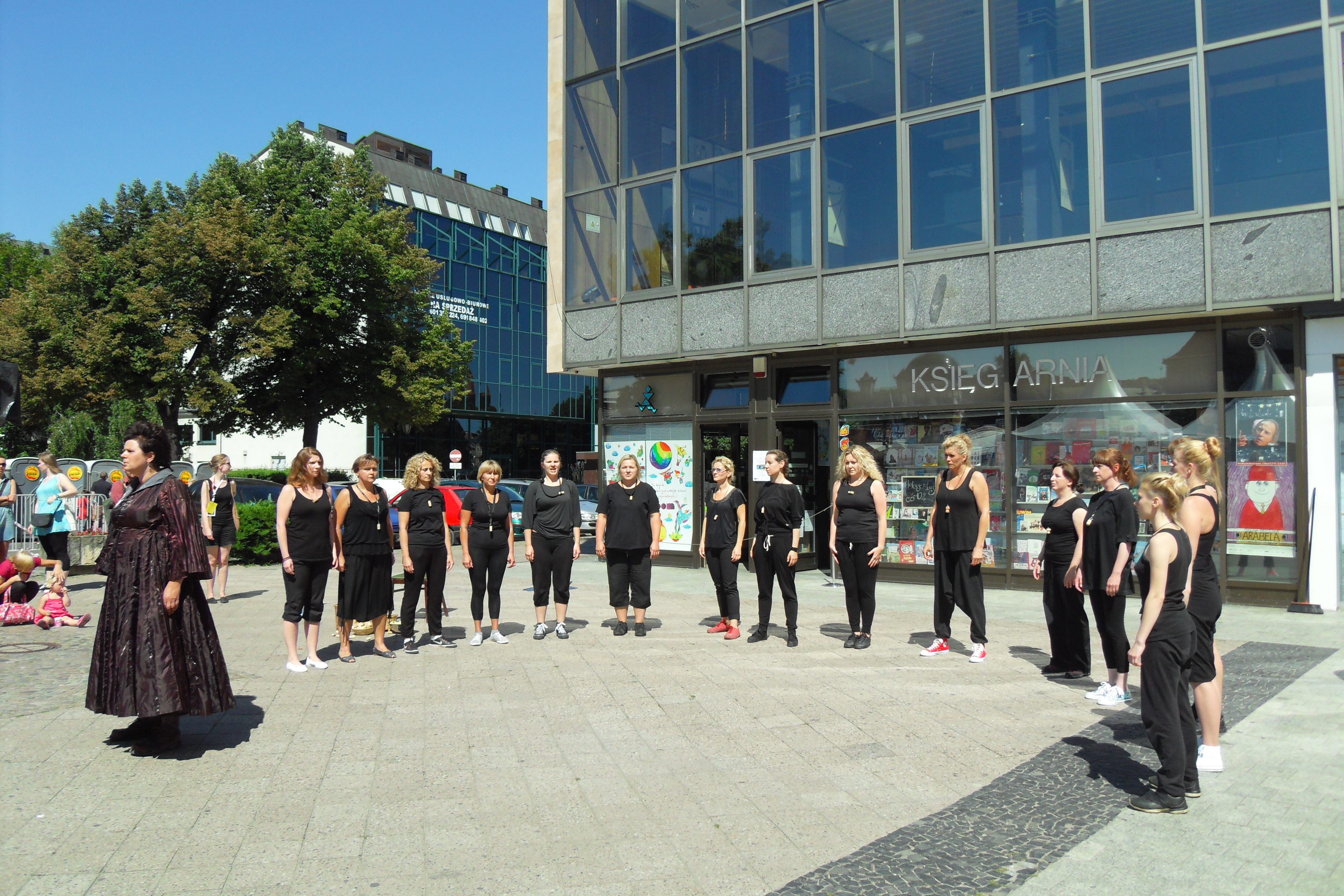
Liên hoan Shakespeare tại Gdańsk năm 2013

Liên hoan Shakespeare tại Gdańsk  là một liên hoan sân khấu quốc tế với ý tưởng của Nhà hát Elizabeth, và đặc biệt là các tác phẩm của William Shakespeare. Sự kiện lần đầu tiên được tổ chức năm 1993, theo đề xuất của Theatrum Gedanense Foundation do Giáo sư Jerzy Limon và Władysław Zawistowski sáng lập, cùng với người bảo trợ là Charles, Thân vương xứ Wales. Tên ban đầu của liên hoan là "Gdańsk Shakespeare Days (Ngày Shakespeare tại Gdańsk)" sau đó được đổi tên thành "Gdańsk Shakespeare Festival (Liên hoan Shakespeare tại Gdańsk)" vào năm 1997 trong lễ kỷ niệm một nghìn năm của Gdańsk.
Liên hoan được tổ chức thường niên trong tuần đầu tiên của tháng Tám. Phần lớn các vở kịch diễn ra tại sân khấu ở Gdańsk, Sopot, và Gdynia (Ba thành phố). Một vài vở được diễn ở không gian của Nhà thờ Thánh Gioan, Nhà máy sản xuất súng của Hoàng gia trước đây, hay tại Xưởng đóng tàu Gdańsk và ngoài trời.).
Liên hoan nhằm giới thiệu và phổ biến các tác phẩm của William Shakespeare bằng cách trình diễn các vở kịch của ông và các cách khác. Sau các buổi diễn, khán giả có thể gặp gỡ các đạo diễn và diễn viên của vở kịch. Trong khuôn khổ liên hoan, một chương trình giáo dục cho các sinh viên cũng được tổ chức. Chương trình này có tên gọi "Letnia Akademia Szekspirowska" (Summer Shakespeare Academy - Học viện Shakespeare Mùa hè).

## Giải thưởng Golden Yorick
Đây là giải thưởng được trao hàng năm cho vở kịch Shakespeare được dàn dựng xuất sắc nhất Ba Lan trong đợt liên hoan. Giải thưởng được trao bỏi Theatrum Gedanense Foundation từ năm 1994. Mỗi năm, các vở diễn đã thắng giải sẽ được mời tham dự Liên hoan Shakespeare tại Gdańsk.

### Các tác phẩm đoạt giải
- 1994 – Love's Labour's Lost của Nhà hát Ba Lan ở Warszawa, do Maciej Prus đạo diễn [4]
- 1995 – Romeo và Juliet của Nhà hát Ba Lan ở Wrocław, do Tadeusz Bradecki đạo diễn [5]
- 1996 – giải thưởng chính đã không được trao, giải ưu tú: As You Like It của Nhà hát Helena Modrzejewska ở Legnica, do Robert Czechowski đạo diễn[5]
- 1997 – As You Like It của Nhà hát Kịch Warszawa, do Piotr Cieślak đạo diễn [5]
- 1998 – Measure for Measure của Nhà hát Cổ Kracow, do Tadeusz Bradecki đạo diễn [6]
- 1999 – Coriolanus của Nhà hát Helena Modrzejewska ở Legnica, do Jacek Głomb và Krzysztof Kopka đạo diễn [7]
- 2000 – The Merry Wives of Windsor của Nhà hát Powszechny ở Warszawa, do Piotr Cieplak đạo diễn [8]
- 2001 – Vua Lia của Nhà hát Nowa Łódź, do Mikołaj Grabowski đạo diễn [9]
- 2002 – A Midsummer Night's Dream (Giấc mộng đêm hè) của Nhà hát quốc gia ở Warszawa, do Jerzy Grzegorzewski đạo diễn [5]
- 2003 – Giông tố (kịch) của TR Warszawa, do Krzysztof Warlikowski đạo diễn [4]
- 2004 – Richard III của Nowy Theatre ở Poznań, do Janusz Wiśniewski đạo diễn [10]
- 2005 – giải thưởng chính: The Comedy of Errors của Nowy Theatre ở Łódź, do Maciej Prus đạo diễn, giải ưu tú: 2007: Macbeth của TR Warszawa do Grzegorz Jarzyna đạo diễn, giải thưởng đặc biệt: H của Nhà hát Wybrzeże ở Gdańsk do Jan Klata đạo diễn [11]
- 2006 – Romeo và Juliet của Nhà hát Norwid ở Jelenia Góra do Krzysztof Rekowski đạo diễn [12]
- 2007 – Measure for Measure của Nhà hát Powszechny ở Warszawa do Anna Augustynowicz đạo diễn [13]
- 2008 – Giông tố của Nowy Theatre ở Poznań do Janusz Wiśniewski đạo diễn [14]
- 2009 – giải thưởng chính đã không được trao, Giải ưu tú thứ nhất: The Taming of the Shrew của Nhà hát Wybrzeże do Szymon Kaczmarek đạo diễn; Giải danh dự: Othello. Variations on a Theme Nhà hát Stefan Jaracz do Agata Duda-Gracz đạo diễn [15] trong Cuộc thi Tác phẩm Shakespeare Xuất sắc nhất mùa giải 2008/2009.

## Các sự kiện đồng hành
Học viện Shakespeare Mùa hè bao gồm các buổi hội thảo chủ đề sân khấu và sáng tạo do các nghệ sĩ Ba Lan và các nhân vật nổi tiếng nước ngoài thực hiện. Những người tham gia được khuyến khích phát triển đam mê của mình cho sân khấu, múa, Nhiếp ảnh hay Hội họa.
Shakespeare Daily là tờ báo đồng hành cùng với liên hoan trong nhiều năm. Được thành lập và biên tập bởi những người tham gia của các hội thảo Báo chí. Tờ báo chứa các thông tin liên quan đến các sự kiện của liên hoan, các bài điểm báo và các bài báo về các vở kịch và các nghệ sĩ.
'Dolne Miasto Górą' (có thể được dịch thành "Dolne Miasto xuất sắc nhất") là tên gọi chung cho các hội thảo nghệ thuật khác nhau được tổ chức ở Dolne Miasto và Orunia (các quận của Gdańsk). Còn có tên gọi khác là "Shakespeare mania" và gồm các hội thảo tự do dành cho trẻ em và thanh thiếu niên do các nghệ sĩ trẻ đến từ Gdańsk thực hiện. Dự án này do Joanna Śnieżko-Misterek, Teatrum Gedanense Foundation và Nhà hát Gdańsk Shakespeare sáng lập. Mục đích của dự án này giúp thanh niên ý thức được về khả năng, đồng thời phát triển sở thích và lòng tự trọng của mình. Cuối các buổi hội thảo thường là các buổi diễu hành mang tính chất sân khấu. Các diễn viên, các Con rối hình người và nhiều nghệ sĩ khác cùng với người dân của Dolne Miasto diễu hành dọc Long Market - trung tâm của Phố cổ Gdańsk.
Các sự kiện không kết thúc vào ngày cuối cùng của liên hoan. Các cuộc thi về nhiếp ảnh và Văn học được tổ chức ngay sau đó. Hàng năm, một cuộc thi dành cho ảnh lễ hội đẹp nhất và điểm báo liên hoan hay nhất được tổ chức. Ngoài ra còn có triển lãm thường niên cho các tác phẩm của các nghệ sĩ trẻ làm nghề tự do.

## Các mùa liên hoan

### Liên hoan Shakespeare lần thứ 13
Liên hoan Shakespeare lần thứ 13 được tổ chức từ ngày 1 đến ngày 10 tháng 8 năm 2009. Đây là liên hoan đầu tiên có chủ đề – Đa phương tiện. Nhiều nhóm kịch ở lễ hội sử dụng đa phương tiện cho các buổi biểu diễn của họ. Sự kiện được đồng hành với một hội nghị quốc tế về hiện tượng nghệ thuật đa phương tiện trong sân khấu: Pha trộn Phương tiện truyền thông. Nghệ thuật trong sân khấu/ sân khấu trong nghệ thuật. Trong số các khách mời của hội nghị có các ngôi sao nghiên cứu sân khấu như Marvin Carlson, Patrice Pavis, Bryan Reynolds (học giả), Erika Fischer-Lichte czy Eli Rozik. Bài diễn thuyết do Elizabeth LeCompte, thành viên sáng lập và là giám đốc của một nhà hát thực nghiệm tập thể – The Wooster Group đảm trách.
Trong lần liên hoan này, lần đầu tiên các buổi diễn được thực hiện bên ngoài Tricity. Sự kiện này được gọi là Shakespeare ở Vùng Pomerania. "A Midsummer Night's Dream" (Giấc mộng đêm hè) do Globe Theatre trình diễn ở Słupsk, Pruszcz Gdański và ở Kościerzyna.
Các buổi diễn tại sân khấu chính:
- HAMLET/Amleto. Nella Carne il Silenzio – Compagnia Laboratorio di Pontendera (Ý)
- Người lái buôn thành Venice và Giấc mộng đêm hè – hai buổi diễn thuộc công ty Propeller của Watermill Theatre, Anh
- Hamlet – The Wooster Group (Mỹ)
- Warum, Warum do Peter Brook của kịch một vai Miriam Goldschmidt làm đạo diễn
- Giấc mộng đêm hè – Globe Theatre (Anh)
- Người lái buôn thành Venice – Bremer Shakespeare Company (Đức)
- The Taming of the Shrew – Nhà hát Wybrzeże (Ba Lan), Giải ưu tú thứ nhất của giải thưởng Golden Yorick
- Vua Richard III – sản phẩm chung của hai nhà hát: Nhà hát Hungary của Cluj (România) và Nhà hát Gyulai Castle (Hungary)
- Othello. Variations on a theme – Nhà hát Stefan Jaracz, Łódź (Ba Lan), Giải danh dự của giải thưởng Golden Yorick
- Hamlet – The Radu Stanca National Theatre in Sibiu (Rumani)

Biểu diễn Các trích đoạn tác phẩm của Shakespeare:
- "O, that this too too solid flesh..." – buổi diễn của các sinh viên trường Đại học London Metropolitan, dựa trên một vài tác phẩm của William Shakespeare (Hamlet, Romeo và Juliet, Có gì đâu mà rộn, Giấc mộng đêm hè, As You Like It)
- "Hamlet, hay Cuối Thời thơ ấu" – Tập đoàn Sân khấu Naxos (Pháp)
- "Giấc mộng đêm hè" của các sinh viên Học viện Sân khấu Warsawa, buổi diễn dựa trên vở kịch của Shakespeare và âm nhạc của Philip Glass và King Crimson
- "Giông tố (kịch)" do The Parrabbola Group kết hợp với công ty Lightwork Theatre (Đảo Anh). Klub Zak Theatre. Dàn diễn viên gồm có Brett Brown trong vai Ferdinand, Bryony Hannah trong vai Miranda và Scott Handy trong vai Prospero.[21]

### Liên hoan Shakespeare lần thứ 12
Liên hoan Shakespeare lần thứ 12 được tổ chức từ ngày 2 đến ngày 9 tháng 8 năm 2008. Trong số các buổi biểu diễn trong năm này, liên hoan còn có các hội thảo và buổi diễn thuyết khác của các học viên sân khấu nổi tiếng. Caleb Marshall (Shakespeare Globe Theatre, Anh) tổ chức hội thảo diễn xuất về Romeo và Juliet, Yoshihiro Kurita (Ryutopia Theatre, Mỹ) và Jarosław Bielski (Replika Theatre, Tây Ban Nha) tổ chức hội thảo diễn xuất về Hamlet, trong khi Bryan Reynolds (học giả) và Chris Marshall (Transversal Theatre, Mỹ) tổ chức hội thảo diễn xuất về phương pháp chuyển đổi diễn xuất. Ińaki Arana (Real Escuela Superior de Arte Dramatico, Tây Ban Nha) tổ chức hội thảo nghệ thuật kiếm thuật, và Bare Feet (Zambia) cùng với Other Side of the Mirror Theatre (Gdańsk) tổ chức hội thảo múa và trống Châu Phi. Đồng thời, Lonnie Alcaraz (Transversal Theatre, Mỹ) tổ chức hội thảo về đạo diễn ánh sáng và Michael Hooker (Transversal Theatre, Mỹ) tổ chức hội thảo về đạo diễn âm thanh.
Các buổi diễn tại sân khấu chính:
- Macbeth – ARKA theatre, Wrocław
- The Winter's Tale – Ryutopia Theatre, Nhật Bản
- Hamlet – Polski Theatre, Wrocław
- SHAKESPEARE SOLO – Ophelia – State Youth Theatre, Armenia
- Richard after Richard – Theatre in the Basket, Ukraine
- Hamletmachine – Nhà hát Odeon, Rumani
- Hamlet – Réplika Theatre, Tây Ban Nha
- Romeo và Juliet – Shakespeare's Globe Theatre, Vương quốc Anh
- Measure for Measure – National Theatre, Craiova, Rumani
- Giông tố (kịch) – Nowy Theatre, Poznań
- Lumping in Fargo – Transversal Theater Company, Hà Lan